# Algeciras Balonmano
El Algeciras BM fue un club de balonmano de la ciudad española de Algeciras (provincia de Cádiz) que tras tres años en la liga ASOBAL desaparece por problemas económicos tras el descenso a la categoría de plata del balonmano español. Fue fundado en el año 1966 como San Miguel BM. El Algeciras BM fue un club conocido por su gran afición, ya que la gran mayoría de los entrenadores de los equipos visitantes alabaron su importantísimo empuje. Aunque no ha tuvo apoyo de la mayoría de las grandes empresas de la comarca, el club rojiblanco se mantuvo dos años en la liga ASOBAL, calificándose para la fase final de la Copa del Rey de 2007. Siendo su presupuesto uno de los más bajos de la categoría consiguió equipos equilibrados. 
El Algeciras fue de los únicos equipos "pequeños" que ha ganado al Balonmano Ciudad Real, BM Valladolid, Portland San Antonio y empató con el Ademar de León, de ahí su apodo "El Matagigantes".

## Historia
El San Miguel Balonmano (antecedente del actual Algeciras BM), nació el año 1966. Su predecesor, el Corchrisa, jugaba sus partidos y entrenaba en la parroquia del Corpus Cristi. Durante los "años 90", una fusión ente el Corchrisa y el Colegio algecireño de "Los Pinos" hizo pie al actual Algeciras Balonmano.
El Algeciras Balonmano consiguió su ascenso a la categoría de oro del balonmano español durante la temporada 2004/2005, terminando primero y siendo muy superior al resto de equipos. Durante la temporada 2006/2007 consiguió la tan ansiada permanencia, consiguiendo un buen noveno puesto. Ahí empezó su famosa "era" de Matagigantes. A continuación de esta temporada empezó un renovado Algeciras con muchos problemas económicos. A pesar de éstos, el club consiguió mantener otro año más la categoría en la Asobal, con un décimo puesto. En la temporada 2007/2008, se fueron jugadores "sagrados" para la afición algecireña como Juan Bermejo o Jorge García Vega. El club pasa a ser asesorado por Valero Rivera. En esta temporada, vuelven los problemas económicos al club.
El equipo desciende a la División de honor B en la temporada 2007/08, tras ganar al pentacampeón BM Ciudad Real, y con él, una posible desaparición del club.
Finalmente desaparece tras tres años de indiscutible éxito, pero simultáneamente nace un nuevo club, el BM Ciudad de Algeciras, cuyo primer equipo jugará en la Segunda División Nacional.

## Problemas económicos
Los problemas económicos llegaron al club concretamente en la temporada 2004/2005, en el que, aunque deportivamente subió a la Liga Asobal, en temas extradeportivos faltaba dinero, aunque se entregó justo a tiempo para la inscripción.
Durante la temporada 2006/2007, estos problemas se agravaron más, donde ya los jugadores cobraban sus nóminas con gran retraso. 
En la temporada 2007/2008 este asunto sufrió más gravedad que la temporada anterior, ya que los problemas surgieron pronto. El presidente del club, José Ríos Corbacho, anunció su retirada del cargo si no llegan ningún patrocinador que, junto CEPSA, puedan seguir adelante con el equipo. Durante el mes del descanso navideño, varios jugadores anuncian su marcha del conjunto algecireño.
La directiva, finalmente no dimite tras la asamblea. Se creó una asociación llamada Asociación Amigos del Balonmano, con el fin de ayudar en todo lo posible al equipo de Asobal del Algeciras BM. Tras todo esto, el Algeciras Balonmano desaparece.

## BM Ciudad de Algeciras
Tras los problemas económicos del club, la directiva que estuvo los 3 años en la ASOBAL, decidió la dimisión y el Algeciras BM desapareció dando paso al ilusionante proyecto del BM Ciudad de Algeciras, que saldrá en la 2º División Nacional, con el objetivo de volver a ver balonmano profesional para unas cuantas temporadas. Debido a la desaparición del antiguo club, las deudas de los jugadores se cancelaron y el BM Ciudad de Algeciras empieza de nuevo, cambiando todo, pero sin deudas.

## Señas del club

### Pabellón
- Nombre: Ciudad de Algeciras
- Aforo: 2.700 (ampliable hasta 3.300)
- Ciudad: Algeciras (Campo de Gibraltar)
- Dirección: Calle Susana Marcos S/N

### Equipaciones
Antes de ascender a la Liga Asobal, su equipación como local era de camiseta azul marino y mangas celestes. 
Sus últimas equipaciones fueron:
| Equipación                       | Camiseta                                                                                   | Pantalón              |
| -------------------------------- | ------------------------------------------------------------------------------------------ | --------------------- |
| Primera Equipación (local)       | Roja y blanca, a rayas verticales                                                          | Celeste               |
| Segunda equipación (visitante)   | Completamente negra (con unas pequeñas líneas amarillas en cuello y mangas)                | Negros completamente  |
| Tercera equipación (alternativa) | Blanca con las mangas y cuello de celeste y amarillos (colores de la bandera de Algeciras) | Blancos completamente |

### Afición
La pista del Ciudad de Algeciras fue una de las más calientes de la Liga Asobal, siempre dentro de unos cauces muy deportivos. El club tenía unos 1900 socios y la entrada media de los encuentros de liga se situaba en 2.150, por lo que siempre queda poco aforo por cubrir. Hasta los entrenadores rivales han alabado el comportamiento y la ayuda que presta el público al equipo algecireño. Según el club, fue uno de los patrimonios más importantes de la entidad rojiblanca. 
La afición algecireña entró entre las mejores aficiones de la Liga Asobal, y mejor de la Copa del Rey de balonmano de 2007.
Popularmente, era conocido su grito de guerra: Shira, que significa Algeciras.
- Datos: Q746584